# Dianthus altaicus
Dianthus altaicus Willd. ex Ledeb. är en nejlikväxt.

## Beskrivning
Dianthus altaicus ingår i släktet nejlikor, och familjen nejlikväxter. 

## Underarter
Nedanstående arter ansågs ursprungligen vara underarter, men har senare omklassats som synonymer till Dianthus altaicus.
- Dianthus chinensis f. albiflorus T.B.Lee, 1966.
- Dianthus chinensis f. albiflorus Y.N.Lee, 2004, nom. superfl.
- Dianthus chinensis f. ignescens (Nakai) Kitag., 1959.
- Dianthus chinensis subsp. paracampestris Vorosch., 1978.
- Dianthus chinensis subsp. reflexus Vorosch., 1978.
- Dianthus chinensis subsp. versicolor (Fisch ex Link) Vorosch., 1985.
- Dianthus chinensis var. amurensis (Jacquin) Kitag., 1979.
- Dianthus chinensis var. dentosus (Fisch ex Rchb.) Debeaux, 1876.
- Dianthus chinensis var. ignescens Nakai, 1935.
- Dianthus chinensis var. jingpoensis G.Y.Zhang & X.Y.Yuan, 1998, nom. inval.
- Dianthus chinensis var. liaotungensis Y.C.Chu, 1975.
- Dianthus chinensis var. longisquama Nakai & Kitag., 1934.
- Dianthus chinensis var. macrosepalus Franch. ex L.H.Bailey, 1900.
- Dianthus chinensis var. morii (Nakai) Y.C.Chu, 1975.
- Dianthus chinensis var. semperflorens Makino, 1917.
- Dianthus chinensis var. serpens Y.N.Lee, 2004.
- Dianthus chinensis var. shandongensis J.X.Li & F.Q.Zhou, 2001.
- Dianthus chinensis var. subulifolius (Kitag.) Ma, 1979.
- Dianthus chinensis var. sylvaticus W.D.J.Koch, 1835.
- Dianthus chinensis var. trinervis D.Q.Lu, 1995.
- Dianthus chinensis var. versicolor (Fisch ex Link), 1979.
- Dianthus collinus var. ruthenicus Fisch, 1808, nom. inval.
- Dianthus sequieri var. dentosus (Fisch ex Rchb.) 1884.
- Dianthus subulifolius f. leucopetalus Kitag., 1935.
- Dianthus versicolor f. leucopetalus (Kitag.) Y.C.Chu, 1975.
- Dianthus versicolor var. ninelli Peschkova, 1979.
- Dianthus versicolor var. subulifolius (Kitag.) Y.C.Chu, 1975.

## Hybrider
- Dianthus × cincinnatus Lem., 1864
  - Föräldrar: Dianthus chinensis L. × Dianthus superbus L.
  - Synonym: Dianthus superbus-chinensis Y.N.Lee, 1996, nom. illeg.
- Dianthus × hendersonianus Paxton, 1848
  - Föräldrar: Dianthus caryophyllus L. × Dianthus chinensis L.
- Dianthus × isensis Hirahata & Kitam., 1962
  - Föräldrar:  Dianthus chinensis L. × Dianthus longicalyx Miq.
  - Synonym: Dianthus cincinnatus f. isensis (Hirahata & Kitam.) M.Hiroe, 1971.
- Dianthus × nigritus Hirahata & Kitam. 1962
  - Föräldrar:  Dianthus chinensis L. × Dianthus japonicus Thunb.

## Homonym
Dianthus altaicus L.X.Dong & Chang Y.Yang, 2008

## Etymologi
- Släktnamnet Dianthus härleds från grekiska Διός, Dios (ett alternativt namn till guden Zeus) och ἀνθός, anthos = blomma. Betydelsen blir sålunda Zeus blomma. I överförd bemärkelse kan det även förstås som gudomlig blomma.

Detta var ett namn, som användes för en växt i antiken, redan 300 år före vår tideräkning.

## Bilder

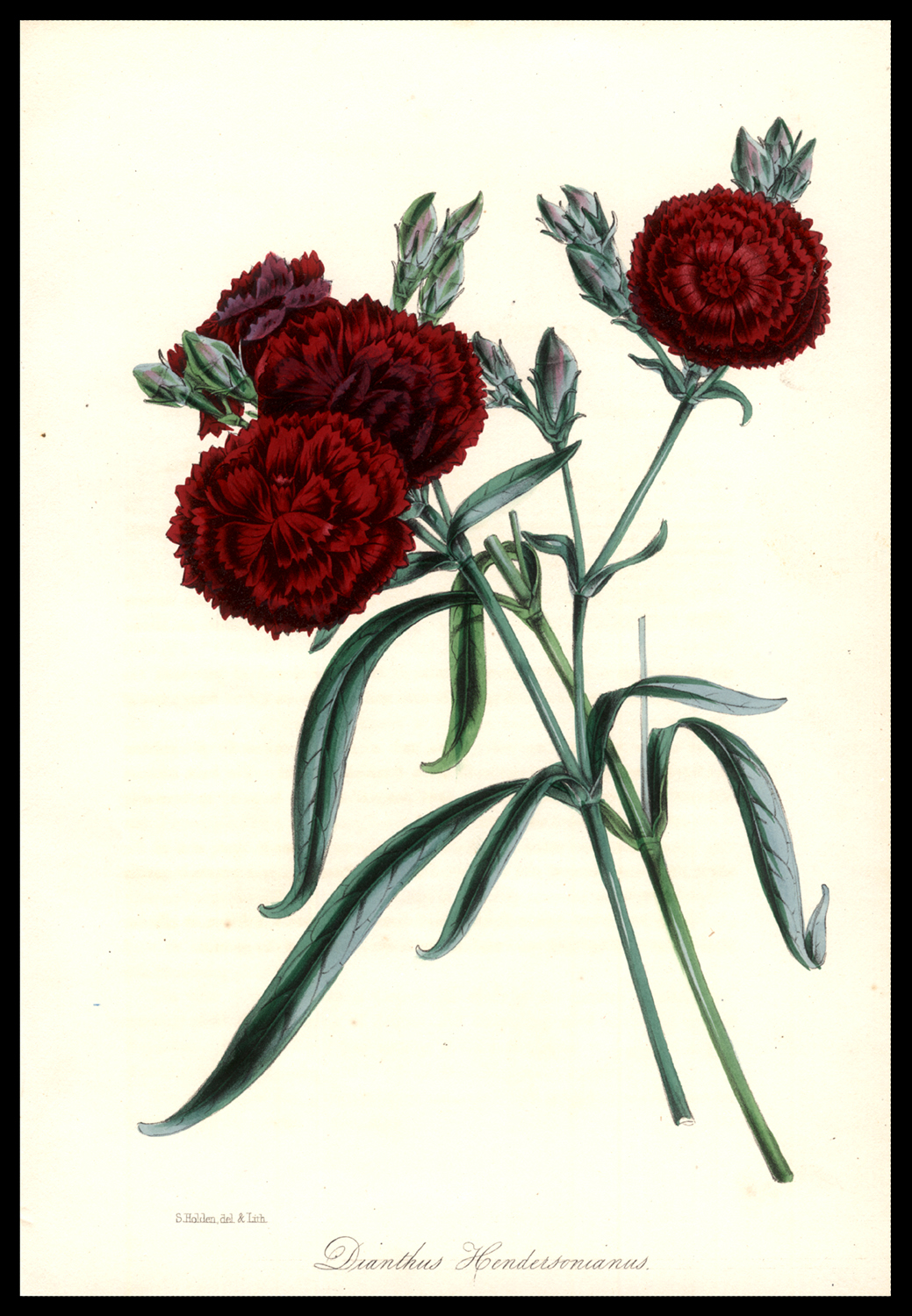
Dianthus × hendersonianus
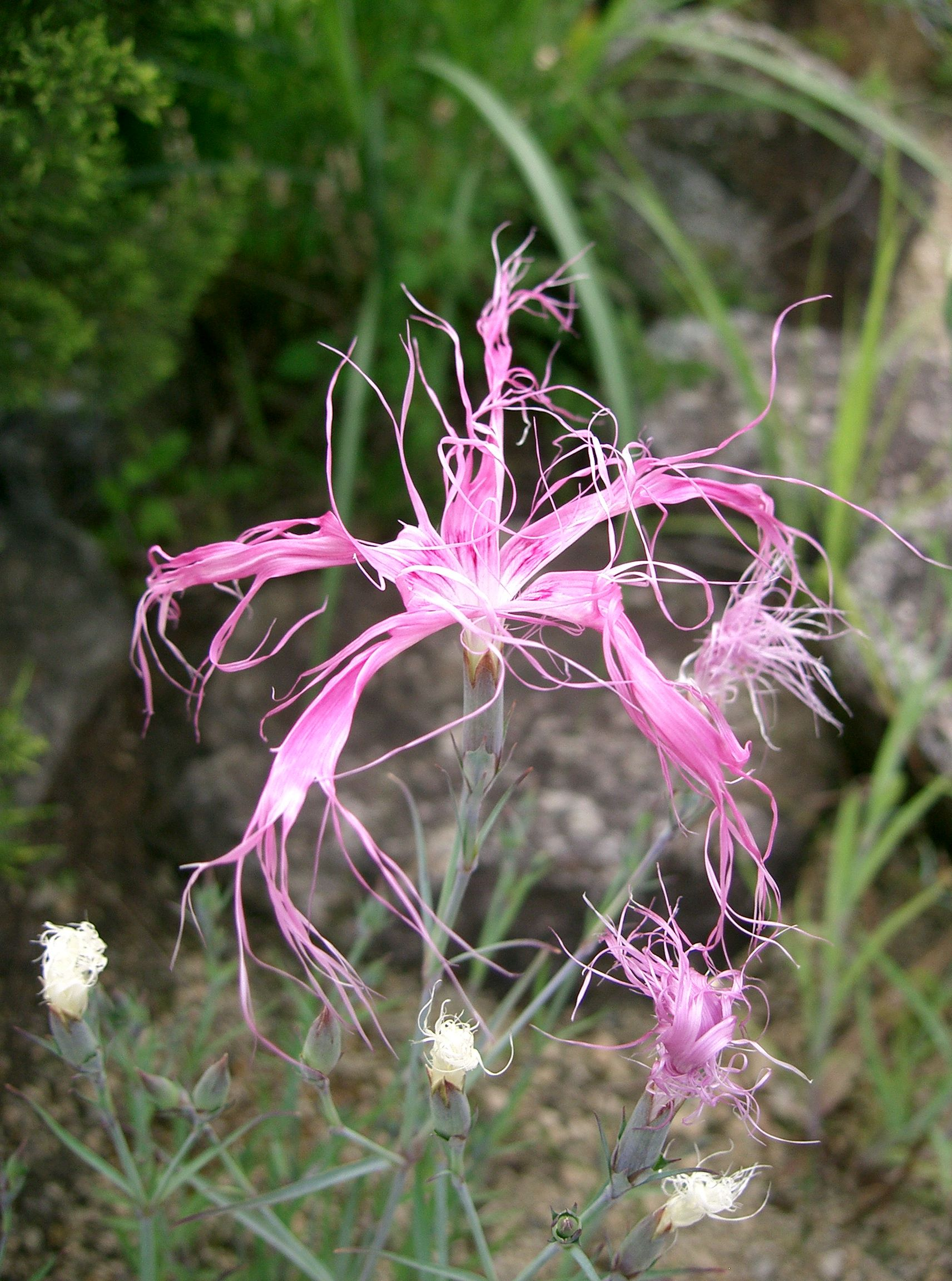
Dianthus x isensis